# Fiat 500 Barbie
La edición especial y limitada Fiat 500 Barbie se presentó en marzo de 2009 y es fruto de la colaboración entre el Centro Stile Fiat y Mattel para conmemorar el cincuenta aniversario de la famosa muñeca Barbie. Toma como base la carrocería europea tipo berlina del Fiat 500 con la que se fabricaron exclusivamente cinco unidades. El precio aproximado de cada unidad era de 100.000 € en el momento de su presentación.

## Historia
La edición hizo su debut el 9 de marzo de 2009 en la Piazza del Duomo de Milán y fue presentada por Fiat en primicia mundial en el Salón del Automóvil de Barcelona de 2009.
El 20 de septiembre de 2009 una de las unidades la edición fue objeto de la subasta organizada por Sotheby's en el Palacio Vecchio de Florencia cuya recaudación fue destinada enteramente a la organización no gubernamental Save The Children. La unidad subastada fue adquirida por la propia Mattel. Desde octubre de 2009 Mattel comenzó a comercializar una versión de juguete del modelo en tamaño Barbie. Posteriormente, la edición Fiat 500 Barbie, que contó con una elevada popularidad y repercusión mediática, fue tomada como base para comercializar una edición especial denominada Fiat 500 Pink de la cual se comercializaron un mayor número de unidades.

## Características
Para la edición se buscó un enfoque elegante pero también con un toque de ironía En el exterior cuenta con una pintura especial laqueada, realizada a base de láminas de aluminio y de color rosa brillante similar al del esmalte de uñas. El logotipo de la muñeca está presente en el marco de ambas puertas, realizado con cristales. El mismo material ha sido utilizado en la antena, la línea de las ventanas y los tapacubos. Además, para proteger el automóvil, se diseñó una funda a juego que muestra la imagen del Fiat 500 de los años sesenta autografiada por la propia Barbie.
En el interior el salpicadero, la plancha del tablero y la visera del cuadro de mandos son de color rosa. Los cristales han sido usados también en el interior, en concreto en el logotipo 500 situado en el salpicadero, en el volante y en algunos mandos del interior como los del climatizador o los aireadores. El pomo de la palanca de cambios es de color rosa y cuenta con el logotipo de la muñeca. Los asientos y los reposabrazos de las puertas delanteras se tapizaron en alcántara laminada de color rosa. Para las alfombrillas se utilizaron hilos de seda natural y viscosa brillante. Mientras, las líneas horizontales de los paragolpes y la parrilla son cromados. Además, el espacio portaobjetos está equipado con diversas barras de labios  y los espejos de cortesía cuentan con iluminación LED.